# 룩셈부르크 군정청
룩셈부르크 군정청(독일어: Militärverwaltung Luxemburg)은 제2차 세계 대전 시기에 나치 독일이 룩셈부르크에 세운 군정청이다.
프랑스 침공 이후 룩셈부르크까지 침공한 나치 독일은 이 군정청을 만들었는데 몇몇 의원들은 룩셈부르크를 자치권을 가진 군정청을 제안했으나, 나치는 룩셈부르크의 영토는 게르만 민족의 영토라고 말하며 거부했지만 나치 군 당국은 룩셈부르크를 떠나야 했고 군정청은 민정청으로 교체되었다.